# Penicillium griseofulvum
Penicillium griseofulfum
Espèce
Penicillium griseofulvum est une espèce de champignons microscopiques du genre Penicillium.
C'est une moisissure largement répandue dans le sol et les matières en décomposition, cette espèce peut produire une mycotoxine dangereuse : la patuline.

Certaines souches produisent un antifongique (différent des antibiotiques qui sont utilisés contre les bactéries), la griséofulvine, utilisé dans les traitements contre les Dermatophytes.